# Комендант
Коменда́нт (фр. commandant — «командир») — командная (начальственная) воинская или гражданская должность.
В Малом энциклопедическом словаре Брокгауза и Ефрона указано, что комендант:
1. начальник крепости;
2. городской [гарнизонный] комендант, особо назначенное лицо или воинский начальник (комендатуры), следит за порядком и дисциплиной в местных войсках и за назначением караулов.

## Значения

### Россия
В России должность коменданта может иметь (имела) следующие значения:
- дворцовый комендант — должность в Министерстве императорского двора, с 14 марта 1896 года, начальника органа управления формирований защиты и охраны императорской фамилии.
- комендант крепости[1] — командир крепости, а где её нет, начальник городского гарнизона, то есть — городской комендант.
- городской комендант[1], в России был в каждом городе и в тех селениях, где были расположены две или более отдельные воинские части или команды. Для замещения комендантских должностей в С.-Петербурге, Москве, Царском Селе, Гатчине, Петергофе, Варшаве, Тифлисе, Николаеве и некоторых других городах назначались особые лица. В прочих городах обязанности коменданта возлагались на уездных воинских начальников, а где их не было — на одного из офицеров местного гарнизона. Городские коменданты подчинялись главному начальнику военного округа и начальнику гарнизона.
- комендант гарнизона города — надзирает за соблюдением дисциплины и порядка в войсках, расквартированных в городе, за несением караульной службы и содержанием арестованных за дисциплинарные проступки военнослужащих. В вооруженных силах СССР и Российской Федерации комендант является начальником военной комендатуры гарнизона — основного органа управления гарнизонной службой. В небольших гарнизонах, в которых отсутствует штатная военная комендатура, приказом начальника гарнизона назначается внештатный комендант, обычно старший по должности из командиров комендантских подразделений дислоцированных в гарнизоне войсковых частей.
- военный комендант железнодорожной станции — офицер, назначаемый для наблюдения за правильностью и своевременностью передвижения воинских частей (воинских эшелонов) и грузов, а также за погрузкой и разгрузкой воинских поездов.
- комендант пограничного участка — начальник пограничной комендатуры — начальник подразделения пограничного отряда, предназначенного для охраны определенного участка государственной границы. Отвечает за:

охрану назначенного участка и оперативную работу;
боевую готовность, боевую подготовку, морально-психологическое состояние и воинскую дисциплину личного состава пограничных застав и других подразделений комендатуры;
состояние и эффективное применение в охране границы вооружения и техники, инженерных сооружений и заграждений;
осуществление мероприятий по видам служебно-боевых действий. При организации охраны госграницы обеспечивает выполнение решения начальника пограничного отряда и принимает решения при резком изменении обстановки, руководит подчиненными пограничными подразделениями.
- комендант главной квартиры[1] — должность, учреждавшаяся в военное время в составе полевого штаба русской императорской армии (вооружённых сил Российской империи). В непосредственном его ведении состояли конвой с жандармской частью или командой и обоз главной квартиры. Ему подчинялись находящиеся в районе расположения главной квартиры маркитанты, ремесленники, торговцы, промышленники, прислуга и все вообще частные лица. Он имел право подвергать их аресту до 1 месяца и денежному взысканию до 100 рублей.
- корпусный комендант[1] — входил в состав управления корпуса по штатам военного времени вооружённых сил Российской империи. Круг деятельности его, в районе расположения корпусного штаба, в общих чертах совпадал с кругом деятельности коменданта главной квартиры.
- этапный комендант[1] — назначался в армии Российской империи для заведования в военное время каждым этапом. В подведомственном ему районе этапный комендант был представителем военной власти и непосредственным начальником всех воинских команд и чинов, находящихся на этапе для местной караульной, конвойной и военно-полицейской службы. В местностях, занятых по праву войны, впредь до учреждения особого гражданского управления, ему подчинялись все местные органы администрации и полиции. Он распоряжался отводом помещений для проходящих частей и команд, для госпиталей, лазаретов и для всех управлений и штабов. При этапных комендантах состояли: канцелярия, помощники и офицеры для исполнения обязанностей комендантских адъютантов.
- комендант города или местности на оккупированной территории — представитель оккупационных военных властей.
- комендант местности, в которой введено чрезвычайное положение — отвечает за обеспечение режима чрезвычайного положения, может вводить комендантский час.
- коменданты — уездные правители и командиры местных гарнизонов в Российской империи XVIII века. Иногда коменданты были только уездными правителями, особенно до 1715 года; после этого года командование гарнизоном делается главной и даже исключительной обязанностью комендантов: где нет гарнизонов, нет и комендантов, говорится в указе 1715 года. Исключением служили только украинские города, из опасения неприятельских набегов. Как начальники гарнизонов, коменданты находились под властью генерал-фельдмаршала или губернатора. Как уездные правители, коменданты состояли в полной зависимости от губернаторов, особенно с 1712 года, когда губернаторам было предоставлено право выбирать комендантов «из людей способных», а иногда и быть председателями суда над комендантами. Обер-коменданты назначались только по провинциям, но далеко не везде. Иногда они заменяли вице-губернаторов и даже губернаторов в случае их отсутствия. При них в качестве помощников состояли ландраты, от 6 до 4, смотря по величине провинции. Павел I рядом указов, относящихся к 1797 году, увеличил власть и значение комендантов, предоставив им право обращаться с донесениями лично к нему, и упразднил должности обер-комендантов, а также комендантов в без гарнизонных городах. В 1808 году коменданты были изъяты из ведения губернаторов и их обязанности были ограничены гарнизонной службой.
- комендант — начальник хозяйственной части и технических служащих в некоторых правительственных и общественных учреждениях (общежитиях, театральных зданиях и тому подобное).

### Польша и ВКЛ
Должность коменданта замка (крепости) в Польше и Великом княжестве Литовском (ВКЛ) — Каштелян (пол. Kasztelan, из лат. castellanus, от castellum — «за́мок»).

## Известные коменданты
- А. С. Келин — русский генерал-майор, комендант крепости Полтавы во время её обороны в ходе Северной войны.
- И. И. Бахметев — комендант крепости Очаков.
- М. И. Кутузов — комендант крепости Измаил.
- А. Ф. Розен — Бакинский комендант.
- Н. Э. Берзарин — советский генерал-полковник, первый комендант Берлина, после его взятия советскими войсками.
- Ф. Э. Штоквич — полковник, комендант Баязета во время русско-турецкой войны 1877-78 годов.
- Н. О. Адельсон — Санкт-Петербургский комендант.
- И. Н. Львов — последний российский комендант крепости-склада Двинск.
- В. М. Блохин — начальник комендатуры ОГПУ-НКВД.